# 小行星9315
小行星9315（英語：9315 Weigel）是一颗围绕太阳公转的小行星。1988年8月13日，佛蒙特·伯根在陶腾堡发现了此天体。
这颗小行星的绝对星等为11.91254931569171等。